# Кравчук Іван Юрійович
Іван Юрійович Кравчук (20 січня 1909, село Колпець Австро-Угорщина, тепер у складі міста Стебника Львівської області — 13 червня 1950) — український радянський і партійний діяч, голова Дрогобицького облвиконкому, депутат Верховної Ради СРСР 1-2-го скликань.

## Біографія
Народився в родині малоземельного селянина. У 1920 році закінчив чотирикласну школу. Працював на керамічному та цегельному заводах, шахтах у селі Стебнику, чотири роки був учнем пекарні Глясса у Дрогобичі. Член Комуністичної спілки молоді Західної України з 1925 року.
За революційну діяльність у 1930 р. заарештований польською владою і засуджений на 2 роки ув'язнення.
З 1932 року був членом Комуністичної партії Західної України (КПЗУ). У 1932 році обраний секретарем Стебницького сільського осередку КПЗУ, а в 1933 році — секретарем райкому і членом Дрогобицького окружкому КПЗУ. З 1935 року — секретар Дрогобицького окружного комітету КПЗУ. У жовтні 1935 року заарештований польською поліцією і засуджений на 7 років ув'язнення.
У вересні 1939 — 1941 року — завідувач Дрогобицького обласного відділу комунального господарства. Обирався депутатом Народних Зборів Західної України у 1939 році. У березні 1940 року обраний депутатом Верховної Ради СРСР.
З червня 1941 року служив у Червоній армії старшим політичним керівником на Західному фронті. З грудня 1942 року навчався на тримісячних курсах при Військовій академії РСЧА імені Фрунзе. У березні 1943 року був перекинутий через лінію фронту і до червня 1944 р. перебував у радянському партизанському з'єднанні М. М. Попудренка.
У 1944 — квітні 1946 року — 1-й заступник голови виконавчого комітету Дрогобицької обласної ради депутатів трудящих. З травня 1945 по 6 квітня 1946 року — завідувач відділу із державного забезпечення і побутового облаштування родин військовослужбовців виконавчого комітету Дрогобицької обласної ради депутатів трудящих.
6 квітня 1946 — 15 листопада 1947 року — голова виконавчого комітету Дрогобицької обласної ради депутатів трудящих.
З 1947 року — 1-й заступник голови виконавчого комітету Стрийської міської ради депутатів трудящих; начальник ліспромгоспу у Дрогобицькій області.

## Нагороди
- орден Червоної Зірки
- медаль «Партизанові Вітчизняної війни» 1-го ст.
- медаль «За перемогу над Німеччиною у Великій Вітчизняній війні 1941—1945 рр.»
- медаль «За доблесну працю у Великій Вітчизняній війні 1941—1945 рр.»